# Temple d'Esculape
Pour les articles homonymes, voir Temple d'Esculape (Trèves) et Temple d'Esculape (Villa Borghèse).
Le temple d'Esculape (en latin : Aedes Aesculapii in Insula) est un temple romain dédié au dieu Esculape, qui correspond à l'Asclépios grec, et érigé à Rome au début du IIIe siècle av. J.-C., sur l'Île tibérine.

## Localisation
Le temple, le seul dédié à Esculape à Rome, est construit sur la pointe méridionale de l'Île tibérine, site occupé depuis 1548 par la basilique San Bartolomeo all'Isola,,. Il ne reste aucun vestiges du temple identifiables avec certitudes mais il est possible que certaines colonnes de la nef de la basilique aient été extraites des ruines du temple et de son portique. La pointe sud-ouest de l'île est aménagée sous la forme d'un éperon de navire tel qu'une trière avec des blocs de travertin sur lesquels ont été gravés un bâton autour duquel s'enroule un serpent et un buste identifié à Asclépios, probables souvenirs de la proximité du sanctuaire,.
Cette localisation, au-delà de l'explication traditionnelle apportée par les sources antiques faisant intervenir un serpent divin, pourrait s'expliquer par la proximité du Tibre dont les eaux ont pu être utilisées durant les rites guérisseurs,,. Les sanctuaires dédiés à Esculape comprennent souvent des fontaines et autres machines hydrauliques permettant de s'approvisionner facilement en eau fraîche,. De plus, le sanctuaire in Insula dédié à cette divinité guérisseuse étant placé dans une zone paludéenne, propice à la propagation des maladies au retour de la saison chaude (pestilentiae), il s'agissait peut-être pour les Romains d'empêcher l'apparition de nouvelles épidémies.

## Fonction
Le temple devient le principal sanctuaire de Rome dédié au culte d'Esculape (Aesculapius en latin mais on trouve aussi les variantes Aiscolapius ou Aescolapius, Aesclapius ou Aisclapius, ou encore Esculapius), la forme romanisée de la divinité grecque Asclépios déjà connue des Romains, ce qui fait de ce culte oriental un des premiers à être officiellement importé à Rome. Très vite, le sanctuaire ne se limite plus au temple et à son portique mais s'étend à toute l'île Tibérine. Les rites observés, parmi lesquels l'incubatio, demeurent fidèles aux cérémonies grecques dont ils s'inspirent.
Les malades qui espèrent une guérison miraculeuse se rendent dans ce sanctuaire où ils patientent sous les portiques. Sous l'Empire, les maîtres peuvent y abandonner leurs esclaves malades qu'ils ne souhaitent pas soigner,. Les esclaves qui guérissent, considérés comme touchés par la bienveillance du dieu, obtiennent d'office leur liberté,.

« Quelques citoyens, pour s’épargner la peine de les guérir, avaient fait exposer leurs esclaves malades dans l’île d’Esculape. Claude décréta que tous ceux qu’on exposerait ainsi seraient libres, et qu’en cas de guérison, ils n’appartiendraient plus à leurs maîtres. Il ajouta que, si quelqu’un tuait son esclave au lieu de l’exposer, il serait tenu coupable de meurtre. »

— Suétone, Vie des douze Césars, Claude, 25, 4
Le temple, situé hors du pomœrium étant donné qu'il s'agit d'un culte étranger, sert également au Sénat pour recevoir les ambassades étrangères, comme celle du roi Persée de Macédoine en 170 av. J.-C. ou celle du roi Gulussa de Numidie,.

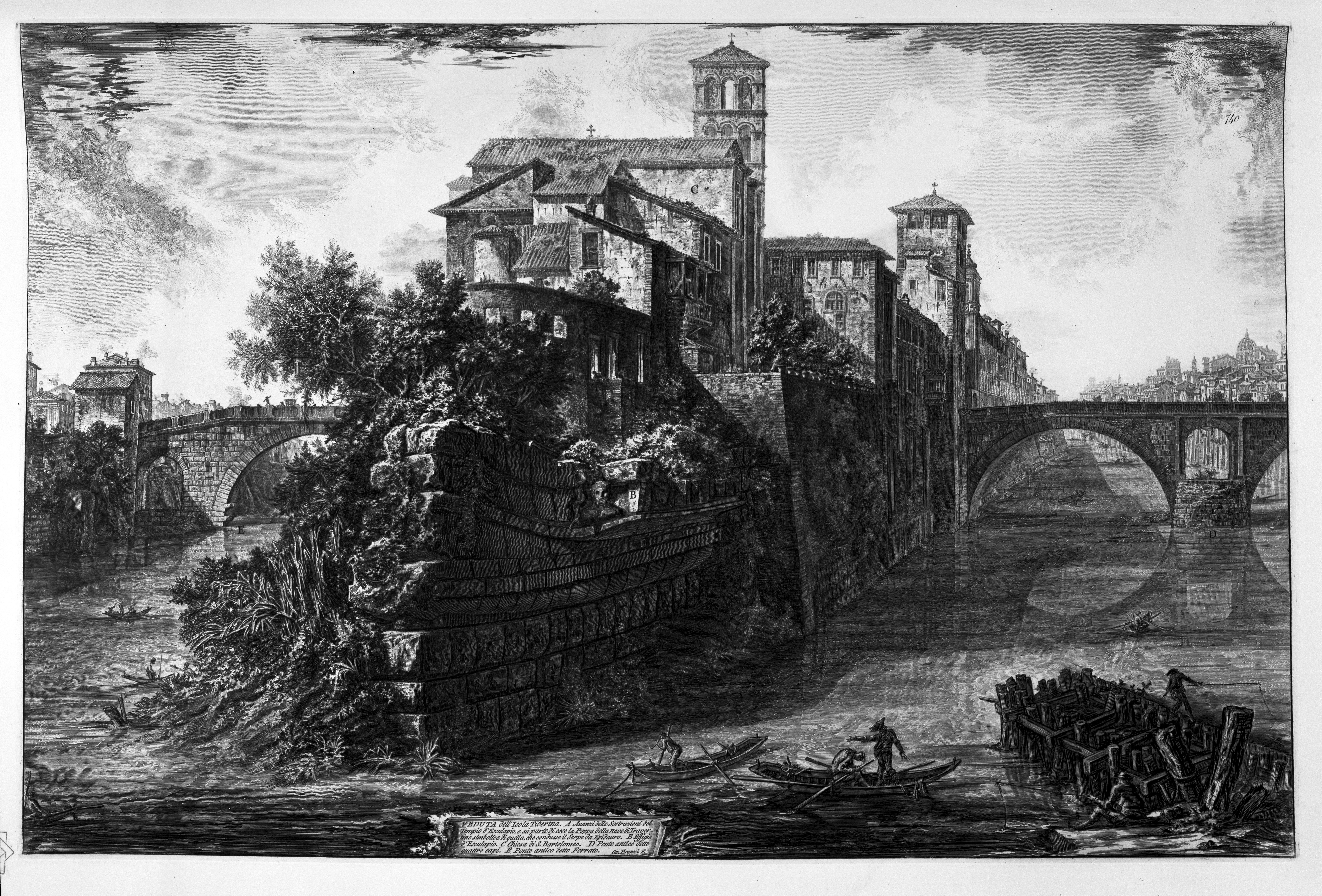
Pointe méridionale de l'île sur une gravure du Piranèse.
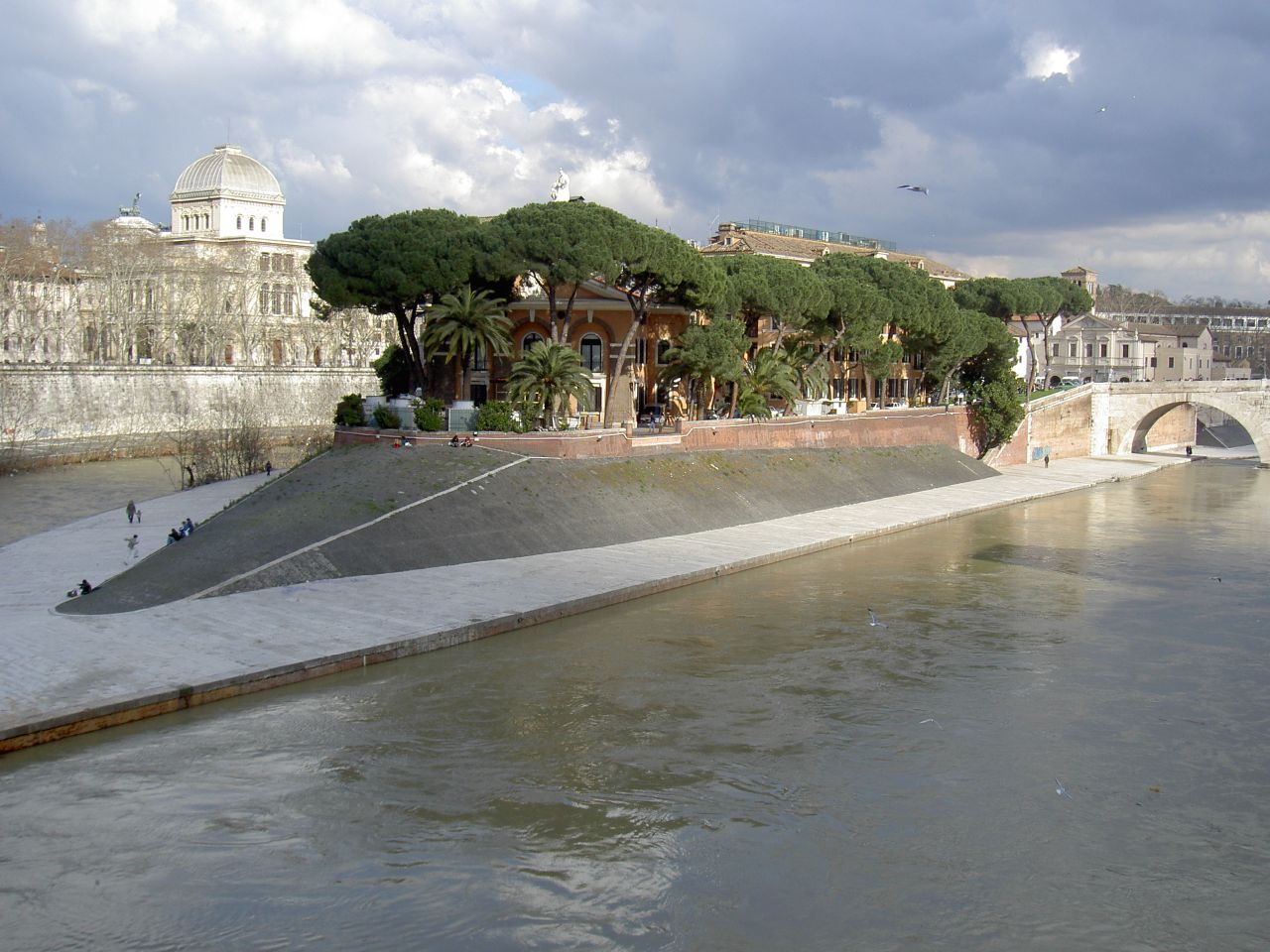
Le site tel qu'il est aménagé aujourd'hui.
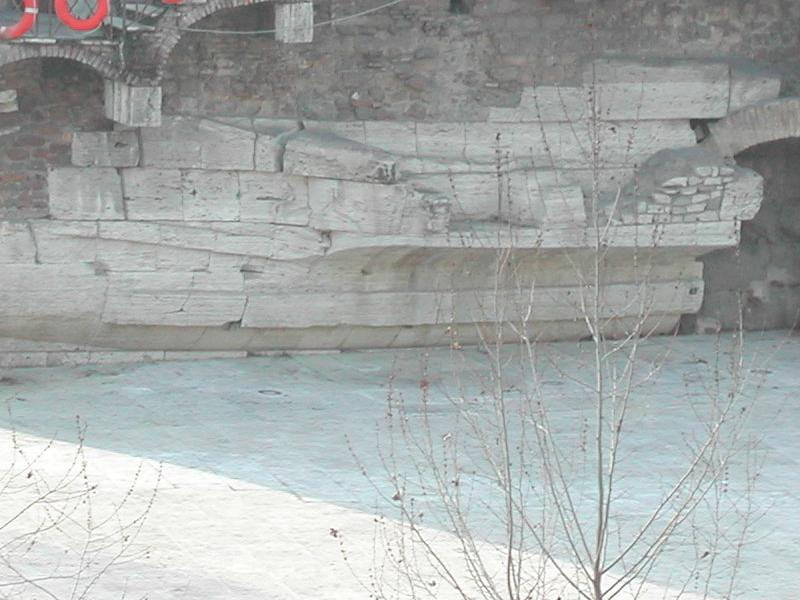
Vestiges des blocs de travertin composant l'éperon inclus dans une maçonnerie plus récente.

## Histoire

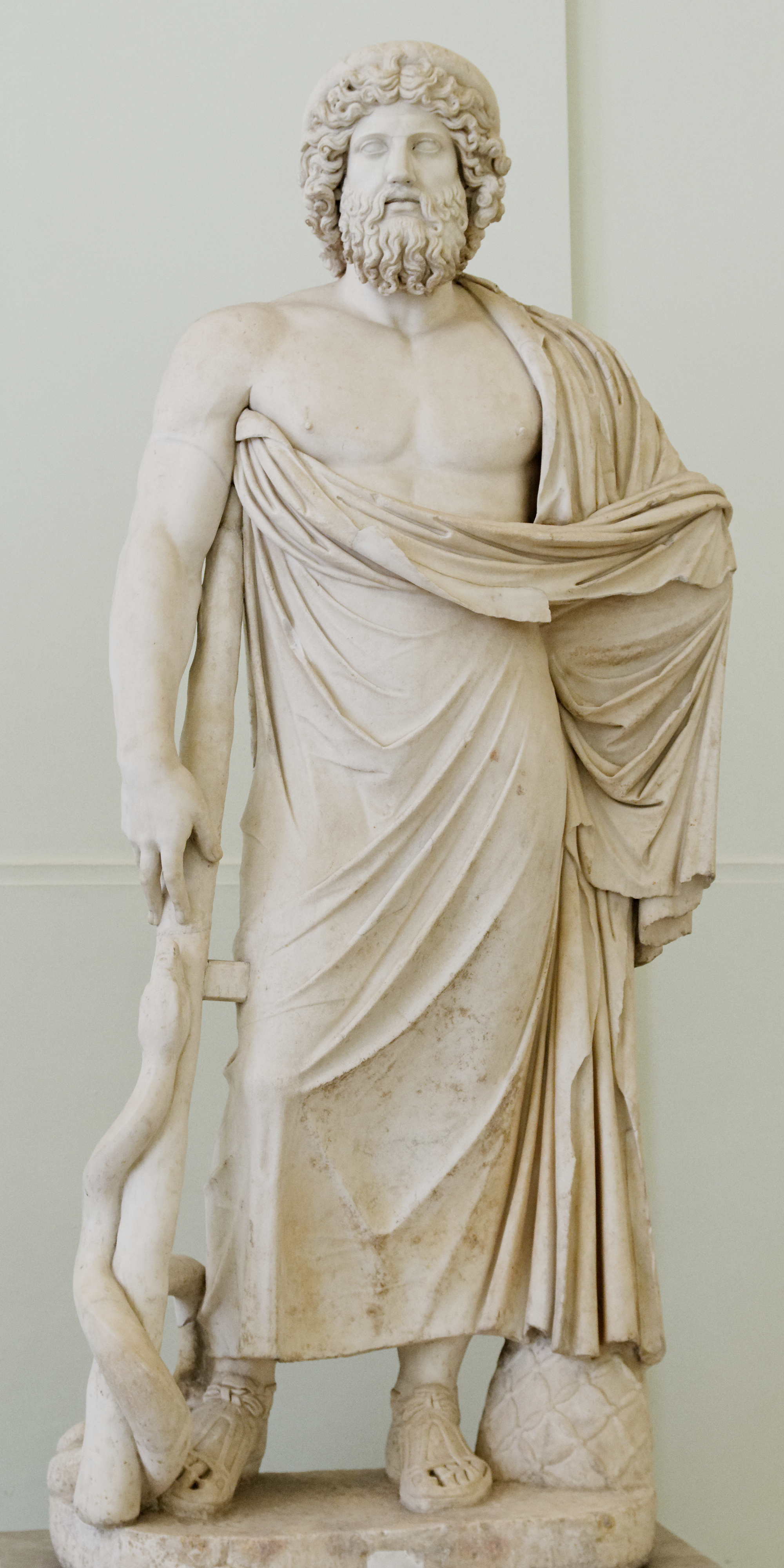
« Sculpture d'Asclepius de l'Asklepieion de l'Île tibérine », Musée archéologique national de Naples, inv. no. 6360, Collection Farnèse.

Depuis 293 av. J.-C., Rome est touchée par une épidémie de peste. Les autorités religieuses émettent l'idée d'importer une nouvelle divinité guérisseuse, autre qu'Apollon, honoré depuis le Ve siècle av. J.-C. comme Medicus. Après consultations des Livres sibyllins en 292 av. J.-C., il est décidé d'envoyer une ambassade à Épidaure afin de consulter l'oracle du dieu Asclépios,,. L'ambassade est menée par Quintus Ogulnius Gallus qui est peut-être un des decemviri sacris faciundis.

« Depuis trois années consécutives, notre cité [Rome] était ravagée par une maladie contagieuse [...]. Ayant fait consulter les livres sibyllins par les prêtres, elle découvrit que le seul moyen de rétablir la santé publique était de faire venir Esculape d'Épidaure. [...] Sur le champ, les Épidauriens conduisirent les ambassadeurs romains dans le temple d'Esculape [...] Le serpent qui ne se montrait que rarement aux Épidauriens, mais toujours pour leur bonheur, et qu'ils honoraient comme Esculape, se mit à parcourir les quartiers les plus fréquentés de la ville [...] Il se dirigea vers la trirème des Romains, manifestant ainsi bien visiblement le vif désir d'une plus glorieuse résidence et, tandis que les matelots étaient saisis de frayeur à la vue d'un spectacle si extraordinaire, il y entra, gagna l'abri de l'ambassadeur Quintus Ogulnius et, s'enroulant en nombreux replis, demeura dans un profond repos. Les ambassadeurs, au comble de leurs vœux, après avoir remercié les Épidauriens et s'être informés de la manière de traiter le serpent, prirent la mer avec joie et, après une heureuse navigation, ils abordèrent à Antium. Là, le serpent qui jusque-là était resté dans le vaisseau, en sortit, se glissa dans le vestibule du temple d'Esculape [...]. Pendant trois jours, on lui apporta là sa nourriture ordinaire et, après cet arrêt dans le temple d'Antium, pendant lequel les ambassadeurs ne laissaient pas d'appréhender vivement qu'il ne voulût plus regagner la trirème, il alla y reprendre sa place pour être conduit à Rome. Pendant que les ambassadeurs débarquaient sur la rive du Tibre, il se rendit à travers le fleuve dans l'île où on lui a dédié un temple et son arrivée dissipa le fléau contre lequel on avait demandé son secours. »

— Valère Maxime, Faits et dits mémorables, I, 8, 2.
Les Romains considèrent cet évènement comme un omen et la construction du temple débute peu après 291 av. J.-C., à l'endroit de l'île Tibérine où a débarqué le serpent, supposé être l'incarnation du dieu Esculape, qui a voyagé depuis Épidaure en Grèce, où se trouve un grand sanctuaire dédié à la divinité. Le temple est consacré un 1er janvier, mais l'année demeure inconnue, peut-être dès 289 av. J.-C., Selon la tradition, l'épidémie de peste prend fin soudainement peu après.
Le temple est restauré ou même reconstruit vers le milieu du Ier siècle av. J.-C., peut-être en 62 av. J.-C., à l'occasion de la construction du pont Fabricius,. Il est probablement de nouveau restauré durant l'Empire, sous le règne d'Antonin le Pieux, qui y place une nouvelle statue cultuelle,.
En 23 av. J.-C., Auguste, qui se remet tout juste d'une grave maladie, aurait fait sculpter une statue de son médecin personnel Antonius Musa pour la placer dans la cella du temple d'Esculape, sous la statue cultuelle.

## Description
Avant sa restauration (in Aesculapii aede vetere), le temple est caractérisé par une décoration peinte, représentant des cavaliers légers, qualifiés d'equites ferentarii par une inscription. La statue cultuelle représente Esculape tenant d'une main un bâton en bois sur lequel s'enroule un serpent et portant une couronne.
Le temple, peut-être hexastyle, est érigé au centre d'une petite place entourée sur trois côtés par des portiques comportant une série de petites pièces. L'un des portiques à colonnade a pu abriter une statue colossale d'Esculape, retrouvée sur l'île au XVIe siècle et aujourd'hui exposée au musée archéologique national de Naples. Sous les autres portiques, devaient se trouver des boutiques permettant aux malades de se procurer des ex-voto en terre cuite qu'ils jettent ensuite dans le Tibre depuis le pont Fabricius voisin. L'enceinte du sanctuaire est occupée par des animaux tels que des serpents sacrés et des chiens, dont la présence est perçue comme thérapeutique.
Après le IIe siècle, le temple semble être associé avec un autel cylindrique sur lequel figure un relief représentant Télesphore, fils d'Esculape, et une statuette d'un jeune garçon portant une capuche, représentation courante de Télesphore. Le sanctuaire devait également comprendre un autel triangulaire, qualifié de « triple autel » dans une inscription en grec. Sur un médaillon de l'époque antonine, l'enceinte du sanctuaire est représentée arborée.